# Coracina temminckii
Coracina temminckii là một loài chim trong họ Campephagidae.